# Tesoros de Zaqaziq
Los tesoros de Zaqaziq son dos tesoros de oro y plata que se encontraron en Zaqaziq, localidad del delta oriental del Nilo cerca de Tell Basta (la antigua Bubastis).

## Descubrimiento
Se hallaron en 1906, durante los trabajos de construcción de un terraplén para la línea ferroviaria en el área de Zaqaziq. En el caso del primer tesoro, tras dos años de trabajos ferroviarios, de los que los comerciantes locales de antigüedades se habían beneficiado de los hallazgos esporádicos, los operarios descubrieron este primer tesoro, que trataron de ocultar. Solo algunos vasos fueron recuperados por la policía en viviendas de la ciudad y llevados al Museo de El Cairo.
La posición y la calidad de los hallazgos han permitido plantear diversas hipótesis. Ambos tesoros estaban sepultados fuera del área del templo y parece que habían sido escondidos deliberadamente de manera provisional, o por un ladrón para poner al amparo sus propios robos, o por el legítimo propietario, o quizás pror ser un funcionario del templo para sustraerlos a los saqueos que caracterizaron los períodos de desórdenes internos y de invasiones del exterior, como la tardía época ramésida. Parte de los tesoros se conservan en el Museo Metropolitano de Arte.

## Descripción

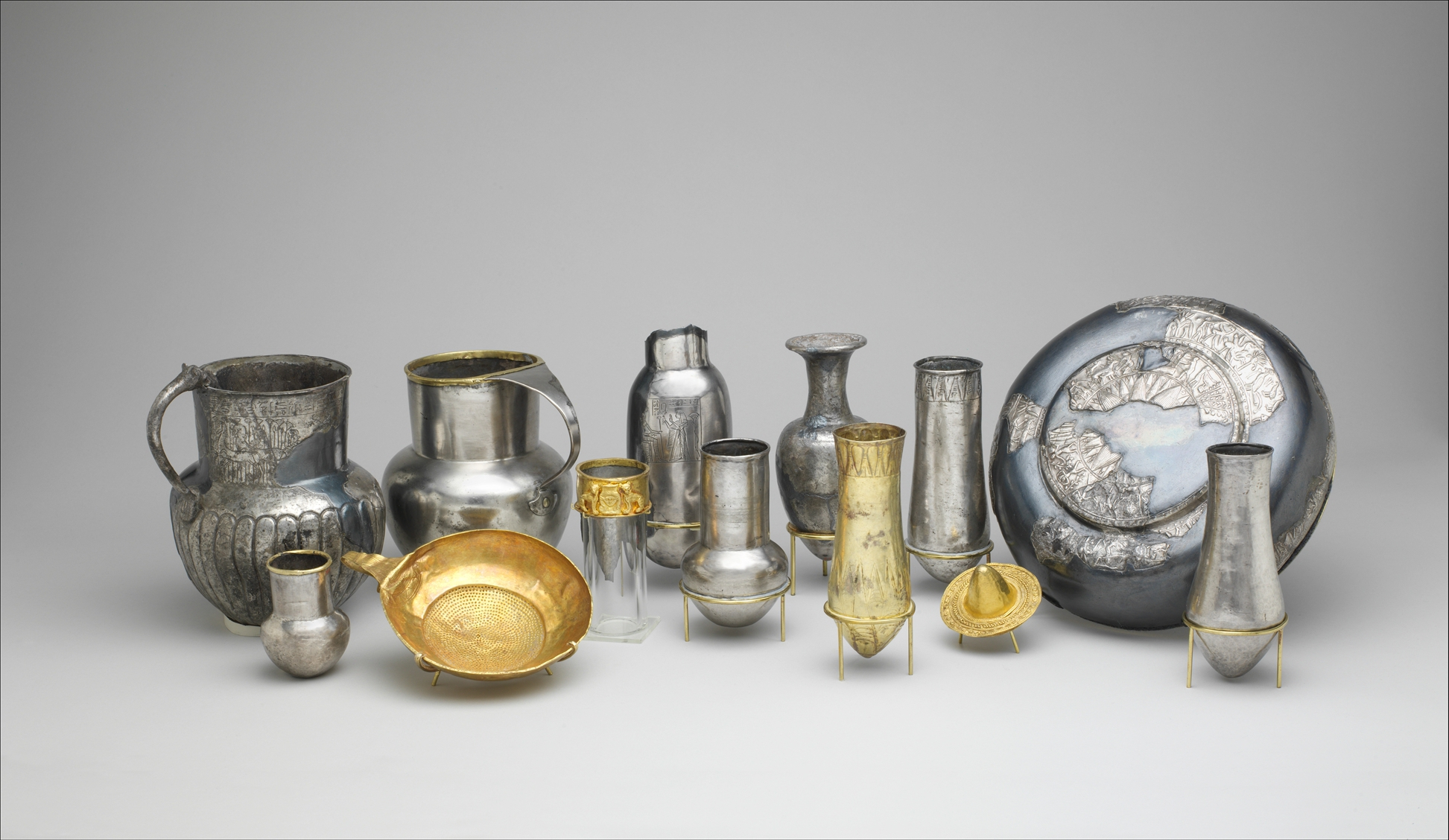
Vajilla de oro y plata hallada en Bubastis. Dinastía XIX.

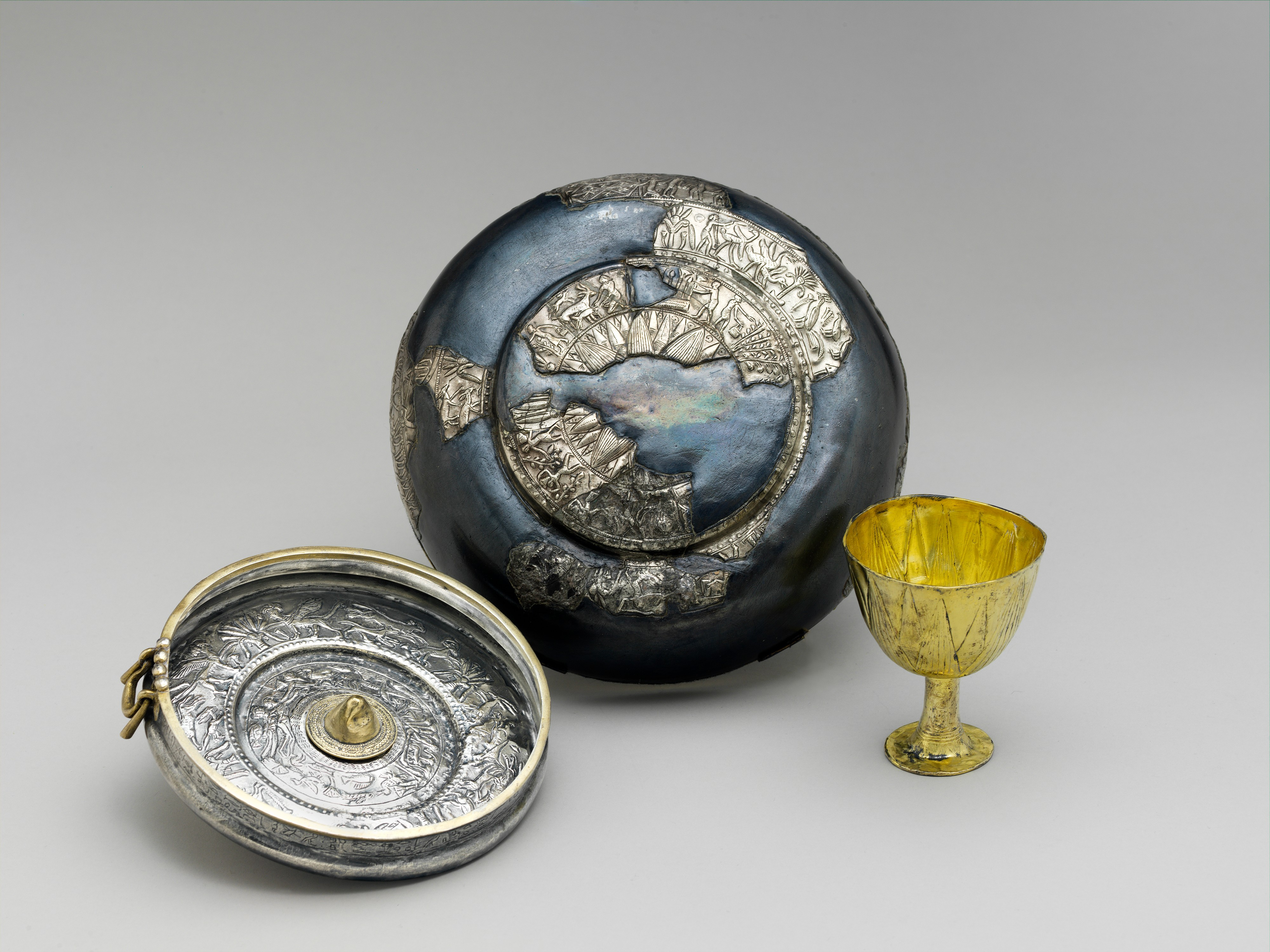
Cuencos con escenas de pantanos y copa de oro.

Ambos tesoros comprendían principalmente vajilla de oro y de plata, joyas (collares, pendientes, brazaletes, anillos) y una miscelánea de pequeños objetos de plata.
El nombre de la reina-faraón Tausert, última soberana de dinastía XIX de Egipto, grabado en algunas piezas, ha sugerido la datación de todo el conjunto en su época, excepto dos brazaletes con las cartuchos de Ramsés II. Estas últimas piezas, de oro y lapislázuli son ejemplares cilíndricos del tipo de los usados en la dinastía XVIII. Representan en la mitad principal, dos ánades con la cabeza plegada hacia atrás sobre el cuerpo, obtenido de una única pieza de lapislázuli. El contorno definido por la forma del cuerpo, está decorado con motivos geométricos, labrados mediante granulación y con hilos de oro planos, esféricos y retorcidos. En el espacio que media entre la cabeza y el cartucho que une las mitades está grabado el cartucho con el nombre personal de Ramsés II; la otra mitad está formada por una banda decorada con tiras delgadas, alternadamente lisas y elaboradas en anillos. La ejecución denota una gran pericia artesanal.
Entre las otras joyas sobresale un collar de diecinueve vueltas de perlas de oro, unidas, excepto la más interna y las dos últimas, en grupos de tres por medio de barretas graneadas; de ellos penden elementos en forma de loto alternados con perlas de oro y cornalina.
Otro collar se compone de vueltas compactas y concéntricas de barretas de oro alternadas con hilos de pequeñas perlas de oro o de amazonita y pasta vidriada. El borde exterior está adornado por una fila de pendientes en gota de oro taraceados de piedras.
Los numerosos anillos de plata no son de la misma calidad. Presenta cabeza de Hator, ureo, ojos ugiat, una figura de Bes, peces y flores de loto.
También están presentes en cierto número pendientes de oro formados por dos casquetes unidos por un elemento tubular y pendientes de plata en forma de huso. Los brazaletes de plata, son muy simples y están constituidos por hilos encorvados que forman aros o elipses.

### Obras maestras de toréutica
Entre las piezas preciosas, ricamente decoradas, que formaban parte de ambos tesoros, el más insólito es la jarra «de la cabrita», de oro y plata, definida así por el motivo de la cabra que se levanta sobre las patas traseras para asomarse, formando su asa, al borde del vaso. El cuerpo del vaso es casi esférico y el cuello cilíndrico. La base es plana con una flor de loto grabada en la parte exterior. La decoración está constituida en el cuello por escenas de caza y pesca (franja inferior) y, en la superior, por grupos de animales del desierto en lucha. Sobre el vientre aparece un motivo dispuesto regularmente en varias columnas y repujado. Sobre esta zona dos breves inscripciones jeroglíficas horizontales se separan simétricamente a partir de un recuadro que representa a un personajes en adoración de una diosa extranjera. Tememtaneb es el propietario del vaso, según una inscripción «mensajero del rey en todos los países». Esto parece explicar la mezcla de formas y figuraciones típicamente egipcias con elementos de influjo oriental. De otra jarra que hacía pareja con esta han quedado una amplia porción del cuerpo, con inscripción análoga a la precedente, y un fragmento del cuello, suficientes para demostrar su pertenencia al mismo personaje de Estos vasos forman parte del primer tesoro, como también un cáliz de oro en forma de flor de loto entreabierta, sobre cuello tallo está grabado el nombre Tausert.
Del segundo tesoro provienen dos vasos de oro en óptimo estado de conservación: la forma es similar a las de las jarras de plata, precedentemente descritas. El cuerpo del vaso más grande está repujado con un motivo en almohadillado y sobre el fondo lleva grabada una flor de loto. El cuello está adornado con cuatro frisos vegetales estilizados (pétalos, tallos, flores, frutos) y grabados con un cierto cuidado en los detalles. El asa está insertada bajo el bode del vaso y representa un rumiante extendido sobre el costado y con la cabeza levantada.
El vaso más pequeño lleva sobre el cuello una ornamentación floral en tres franjas. Tiene el cuerpo liso, decorado con un motivo grabado que representa un collar de pétalos de loto con un pendiente, también en forma de flor de loto, flanqueado por dos ánades con las alas desplegadas. su vientre incluye dos gatos simétricamente grabados. Un asidero en forma de anillo móvil, que pasa a través de un elemento fijo en el que está ensamblada una perla de pasta vítrea, completa el objeto.
Uno de los más logrados ejemplos de la toréutica egipcia es una pátera de oro y plata, con base plana y borde vertical, que lleva en el exterior una inscripción jeroglífica que indica como propietaria a la «cantante de Neith», Amis. La decoración interna es repujada con detalles grabados. Un relieve central de oro esta circundado por una escena acuática, con figuras de nadadoras entre preces, ánades y flores de loto, un barca con un remero y un pequeño animal a bordo. La faja más externa representa animales reales o fantásticos (esfinges aladas, grifos), aislados o en parejas que luchan) un toro contra un perro o un leopardo), en un paisaje indicado por palmetas o por otros elementos vegetales estilizados: junto a las palmetas hay dos cabras apoyadas sobre las patas posteriores.
Otra pátera conservada en el Museo Metropolitano de Arte, presenta en el exterior escenas agrícolas, pastorales, de caza y de pesca en los estanques, y en el interior se expande una rosa de pétalos y hojas de loto.
Pequeñas sítulas y tazones completan el conjunto de hallazgos de Zaqaziq. En la mayor parte de ellos la inspiración deriva del arte del Antiguo Oriente Próximo  y demuestra la sensibilidad de la época apara recibir y fundir los influjos culturales más diversos con las consolidadas tradiciones artesanas locales.